# Acanthophlebia cruentata
Acanthophlebia cruentata är en dagsländeart som först beskrevs av Hudson 1904.  Acanthophlebia cruentata ingår i släktet Acanthophlebia och familjen starrdagsländor. Inga underarter finns listade i Catalogue of Life.